# Reel
Pour les articles homonymes, voir Reel (homonymie).
Le reel est une danse traditionnelle écossaise et irlandaise, ainsi que le nom de la musique accompagnant cette danse.

## Description
Le reel tirerait son origine d'une vieille danse irlandaise appelée le hey, aux environs de 1500. De nos jours, de nombreux reels irlandais sont agrémentés de nouvelles compositions et d'airs de différentes traditions qui sont facilement adaptables au style. Il s'agit du style de musique le plus populaire du folklore dansant irlandais.
Il s'écrit en 
 ou 
. Tous les reels ont la même structure, constituée d'un mouvement de trille avec un accent sur le premier et le troisième temps. La plupart des reels possèdent deux motifs qui sont répétés (AABB). Chaque partie dure huit mesures qui sont divisées en quatre mesures puis en deux. Cette paire de mesures constitue une phrase. La structure d'un reel repose sur le principe de question-réponse dont « A » est la question et « B » est la réponse. Le groupe de 32 mesures est répété trois ou quatre fois avant qu'un nouveau reel s'amène. Cette façon de regrouper deux ou plusieurs chansons ensemble est typique des airs de danse.
Les reels sont populaires aussi dans la musique folklorique du Sud-Ouest de l'Angleterre. Ils furent également adoptés au Québec au point de devenir un élément important de la musique folklorique. Le reel a traversé l'océan Atlantique avec l'importante immigration irlandaise de 1847 et a ainsi intégré le bluegrass américain et la tradition québécoise. Les reels font partie de la musique de plusieurs artistes et groupes locaux tels La Bolduc, La Bottine Souriante, Mes Aieux (avec Le Reel du fossé) et Les Cowboys Fringants (avec Le reel des aristocrates).
Le groupe normand Mes souliers sont rouges possède plusieurs reels dans son répertoire.

## Les danses
Un reel désigne une formation de plusieurs couples, généralement un rang d'hommes face à un rang de femmes. Ce terme est répandu dans la majeure partie des pays anglophones : Angleterre, Écosse, Irlande, Canada (exemple : reel Anne-Marie), États-Unis…
Le reel est également une danse de compétition irlandaise, qui peut se danser en ghillies ou en hard shoes (dans ce dernier cas il est appelé treble reel). C'est une danse énergique et assez rapide.